# Francisco Rotundo
Francisco Luis Rotundo (* 4. November 1919 in Buenos Aires; † 26. September 1997) war ein argentinischer Bandleader, Tangopianist und Komponist.

## Leben
Rotundo war der Sohn eines Unternehmers in der Papierindustrie und übernahm nach dem Tod seines Vaters die Leitung des Unternehmens. Er hatte bereits in seiner Kindheit Klavierunterricht, erwarb einen Abschluss als Klavierlehrer und unterrichtete an verschiedenen Konservatorien. 1937 gründete er sein erstes Orchester, und 1944 nahm er an einem Wettbewerb für Tangoorchester im Palermo Palace teil. In der Karnevalsaison 1945 debütierte er mit dem Moderator Carlos Waiss im Club San José de Flores.
1947 trat Rotundo mit seinem Orchester in einem Tangolokal in der calle Corientes auf. Besetzt war es u. a. mit Ernesto Rossi (Tití) als Leadbandoneonist und Luis Stazo in der Bandoneonsektion. Seine ersten Sänger waren Horacio Quintana und Aldo Calderón. Das Orchester bestand acht Jahre und nahm in dieser Zeit beim Label Pampa 74 Titel auf. Ein Grund seines großen Erfolges waren die namhaften Sänger, die Rotundo im Laufe der Jahre gewinnen konnte. Es waren dies Carlos Roldán, Mario Corrales (später als Mario Pomar bekannt), Floreal Ruiz, Enrique Campos, Julio Sosa, Jorge Durán, Alfredo Del Río und Roberto Argentino.
Nach dem Sturz Juan Peróns konnte Rotundo als dessen Anhänger nicht weiter im Musikgeschäft arbeiten. Seine Frau, die Sängerin Juanita Larrauri, die mit Eva Perón befreundet gewesen war, kam in Haft. Ende der 1960er Jahre gründete er mit seinem Freund Tití Rossi das Lokal La Casa de Rotundo, wo er ein neues Orchester gründete. Dort traten Musiker wie Jorge Casal, Carlos Roldán, Alfredo Del Río, Mario Bustos, Alfredo Dalton und Horacio Salgán auf.

## Aufnahmen
mit Floreal Ruiz
- Un infierno
- Melenita de oro
- Infamia
- Esclavas blancas

mit Enrique Campos
- Libertad
- Llorando la carta
- Ebrio
- El viejo vals (von Charlo und José González Castillo, Duo mit Ruiz)

mit Julio Sosa
- Justo el treinta y uno
- Mala suerte
- Bien bohemio
- Levanta la frente
- Dios te salve m'hijo
- Secreto

mit Jorge Durán
- Poema para mi madre
- Sus ojos se cerraron

mit Alfredo Del Río
- Todavía estás a tiempo
- Destino en flor

mit Roberto Argentino
- Qué tarde que has venido